# Can’t Help Lovin’ Dat Man
Can’t Help Lovin’ Dat Man ist ein Lied, das Jerome Kern (Musik) und Oscar Hammerstein (Text) verfassten und 1927 veröffentlichten.

## Hintergrund
Hammerstein und Kern schrieben Can’t Help Lovin’ Dat Man für das Musical Show Boat, das am 27. Dezember 1927 am New Yorker Ziegfeld Theatre Premiere hatte. Vorgestellt wurde der Song von Helen Morgan, Tess Gardella, Norma Terris, Allan Campbell und Jules Bledsoe. „Das Notenblatt des Songs beginnt mit einer kuriosen Aufführungsanweisung, [mit] Tempo di Blues.  Und tatsächlich besteht der Vers aus zwei Abschnitten in zwölftaktigen Bluesschema und ist vollgestopft mit Blue Notes.“ Liedtext und -Titel sind in Dialekt, in dem umgangssprachliche Ausdrücke der Zeit wie It must be sumpin’ oder De chimbly's smokin’ verwendet wurden. Der Refrain beginnt mit den Worten Fish got to swim and birds got to fly.

## Erste Aufnahmen und spätere Coverversionen
Zu den Musikern, die den Song ab Ende 1927 coverten, gehörten die Green Brothers Novelty Band (mit Harry Reser und Arthur Fields),  Don Voorhees, Bessie Brown, Big Tess Gardella, Paul Whiteman, Bud Freeman, in England Melville Gideon, Bert Firman, Fred Elizalde, Jack Harris und The Rhythmic Eight, in Berlin Ben Berlin. Can’t Help Lovin’ Dat Man wurde auch von Nat Shilkret (His Master’s Voice B5472), The Revelers (HMV B2735) interpretiert. Der Diskograf Tom Lord listet im Bereich des Jazz insgesamt 155 (Stand 2015) Coverversionen, u. a. von Billie Holiday (1937), Kenny Dorham, Ella Fitzgerald, Lena Horne, Louis Armstrong, Dick Hyman, Margaret Whiting und Charlie Barnet. Can’t Help Lovin’ Dat Man wurde auch in den drei Filmfassungen des Musicals von 1930, 1936 und 1951 vorgestellt, außerdem in Helen Morgan Story (1957).